# Escrevedeira-de-pallas

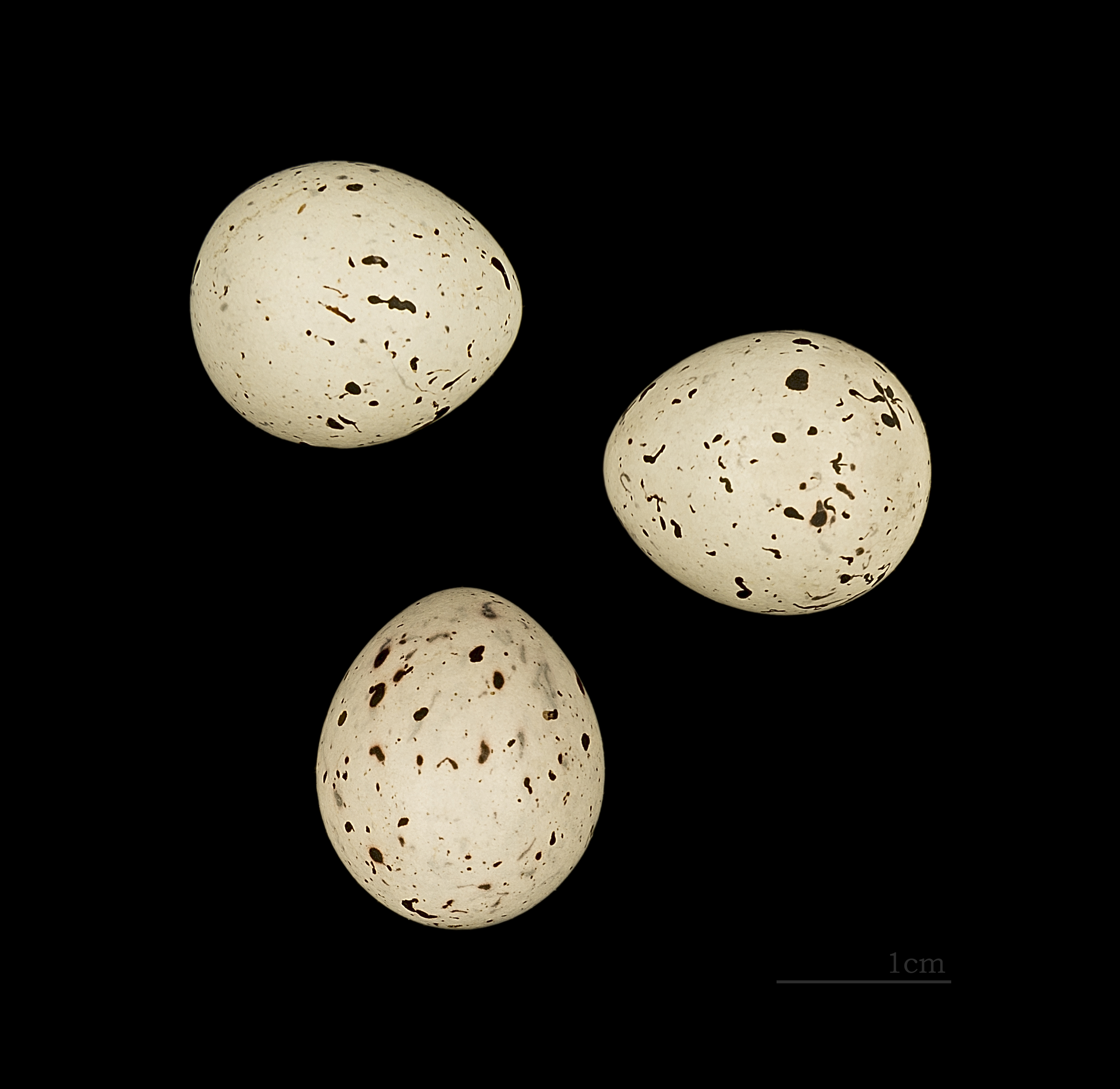
Emberiza pallas MHNT

Escrevedeira-de-pallas ou escrevedeira-da-tundra (Emberiza pallasi) é uma ave da família Fringillidae. É um pouco mais pequena que a escrevedeira-dos-caniços, à qual se assemelha.
É uma espécie migradora que nidifica na Ásia a leste do meridiano 60º E e inverna no extremo oriente (Manchúria e Coreia).
Esta escrevedeira é muito rara na Europa.

## Subespécies
São reconhecidas 4 subespécies:
- E. p. pallasi
- E. p. polaris
- E. p. minor
- E. p. lydiae